# Mr Imagination
Gregory Warmack (né le 30 mars 1948  à Maywood – mort le 30 mai 2012 à Atlanta), plus connu sous le pseudonyme de Mr Imagination, est un peintre et sculpteur afro-américain autodidacte qui réalisa des œuvres dans le style art brut.

## Biographie
Troisième enfant d’une famille de neuf enfants, Gregory Warmack grandit dans la région de Chicago. Sans formation artistique bien qu’il ait réalisé des œuvres d’art depuis l’enfance il vend ses œuvres à partir des années 1970 dans des foires. En 1978, alors qu’il est à Chicago, il reçoit un coup de feu dans l’estomac lors d’une agression et sombre dans le coma. Durant son hospitalisation il a une vision qu’il décrit comme « très paisible, presque comme voyager dans le temps et regarder les anciennes civilisations ». Cette expérience pousse Gregory Warmack à s’intéresser encore davantage à l’art et à élargir son horizon. Peu de temps après il choisit le pseudonyme Mr Imagination.
Dans les années 1970 et 1980, il réalise des œuvres à partir de grès industriel en incorporant des milliers de capsules  fixées à la surface des objets. Il emploie de la peinture, du bois, des clous, du mastic et du ciment et incorporait des objets qu’il trouvait : outils, ustensiles et des miroirs. Beaucoup de ses sculptures étaient influencées par les masques et l’habillement africain et égyptien.
Sa première exposition se tient en 1983 aux Carl Hammer Galleries à Chicago . Il réside et travaille à Chicago jusqu’en 2001 quand il s’établit à Bethlehem, en Pennsylvanie. Là il livre des œuvres au campus de l’université Lehigh et au Zoellner Arts Center, travaille avec la commission des beaux arts de Bethlehem et tient des ateliers pour les enfants. En janvier 2008 sa maison est détruite par un incendie. Il déménage pour Atlanta, où il meurt en 2012 d’un sepsis, à l’âge de 64 ans.

## Musées qui abritent ses œuvres
- American Visionary Art Museum
- Dallas Museum of Art
- Smithsonian American Art Museum
- American Folk Art Museum
- High Museum of Art

## Source
- (en) Cet article est partiellement ou en totalité issu de l’article de Wikipédia en anglais intitulé « Mr. Imagination » (voir la liste des auteurs).